# Smolegowa Skała

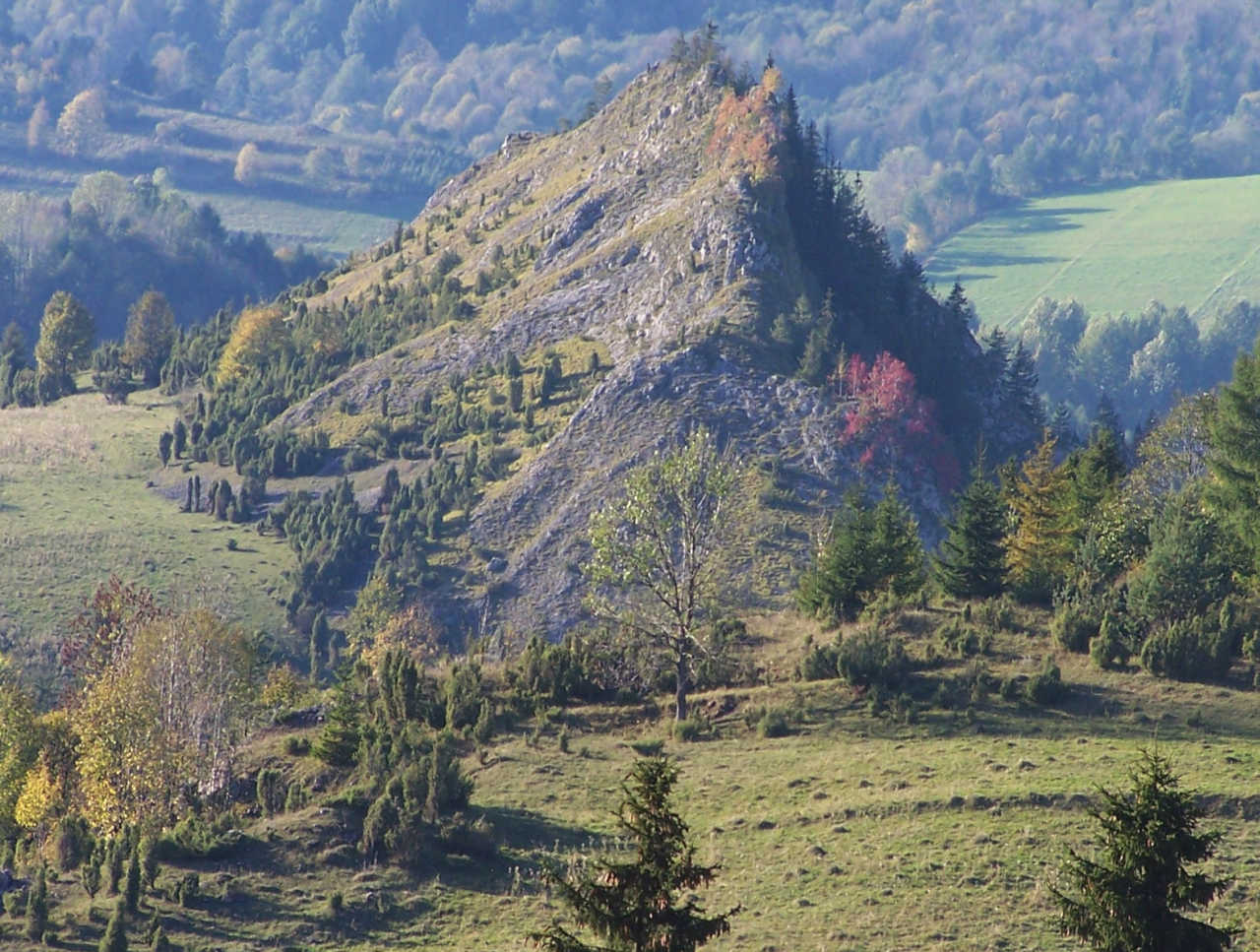
Widok z okolic Przełęczy Rozdziela

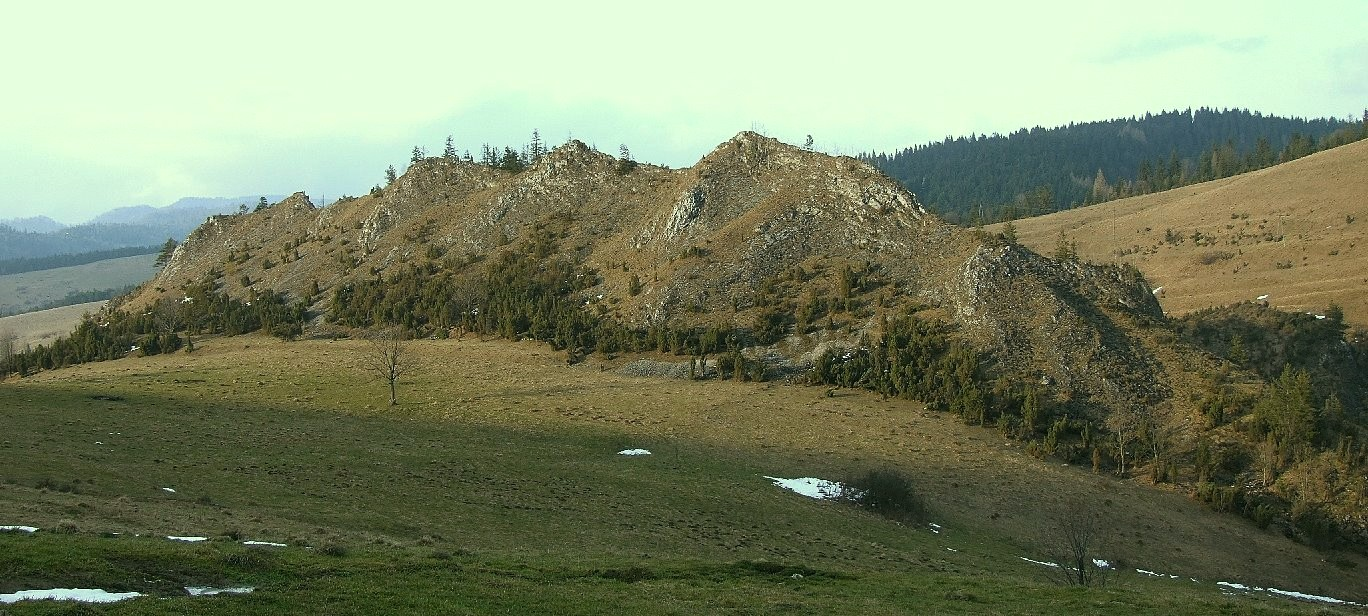
Widok od południowej strony

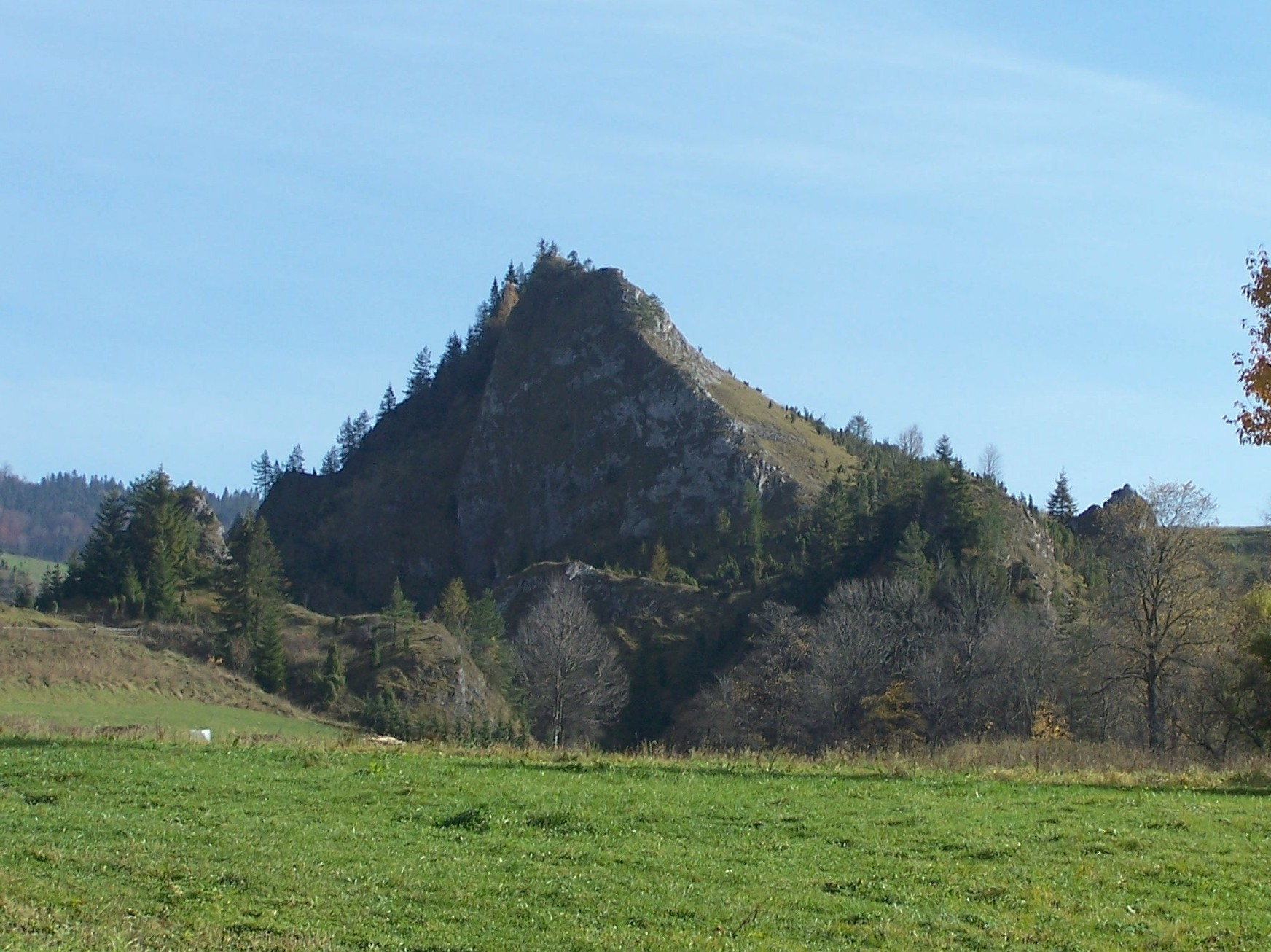
Widok od północno-zachodniej strony

Smolegowa Skała – wybitna skała wapienna w Dolinie Białej Wody w Małych Pieninach. Znajduje się tuż za wejściem do tej doliny, po południowej stronie potoku Biała Woda płynącego u jej podnóża. Jest chroniona prawnie, wchodzi w skład rezerwatu Przyrody Biała Woda. Wznosi się na wysokość ok. 715 m n.p.m., jej wysokość względna ponad dno doliny wynosi ok. 80 m. Zbudowana jest z białych wapieni krynoidowych serii czorsztyńskiej.
Nazwa skały pochodzi od istniejącego tutaj przed II wojną światową osiedla Smolegowe, będącego częścią nieistniejącej już wsi Biała Woda. Jej mieszkańcy (Łemkowie) zostali po wojnie wysiedleni. Skała tworzy grań z 5 wierzchołkami, swoim charakterystycznym kształtem przypominającą grzbiet dinozaura. Na jej północnej, bardzo stromej ścianie ponad korytem potoku znajduje się wielka atrakcja florystyczna Pienin – reliktowe stanowisko 4 gatunków roślin wysokogórskich, z których 3 na terenie Polski występują wyłącznie w Tatrach i właśnie tutaj. Są to: dębik ośmiopłatkowy, konietlica alpejska i pępawa Jacquina. Tutaj na niedostępnej dla ludzi i zwierząt skale, w chłodnym, zacienionym i wilgotnym klimacie udało im się przetrwać od czasów ostatniego zlodowacenia. Odkryli je Jerzy Fabijanowski i Jan Kornaś w 1953 r. W 2009 r. na Smolegowej Skale odłowiono nowy dla Pienin gatunek chrząszcza z rodziny stonkowatych: Aphthona pygmaea.
Naprzeciwko Smolegowej Skały, po drugiej stronie potoku znajdują się inne dużo niższe skały, a poniżej nich, bliżej wylotu doliny i po tej samej stronie (północnej) potoku znajduje się druga, wybitna skała zwana Czubatą Skałą. Wraz ze Smolegową Skałą tworzą one Wąwóz Międzyskały.
Smolegowa Skała znajduje się w granicach wsi Jaworki w województwie małopolskim, w powiecie nowotarskim, w gminie Szczawnica.
Szlak turystyki pieszej
 żółty: Jaworki – rezerwat przyrody Biała Woda – Przełęcz Rozdziela
Szlaki rowerowe
 czerwony: Szczawnica – Jaworki – Biała Woda – przełęcz Rozdziela – Obidza.
Zobacz też
Bazaltowa Skałka, Brysztańskie Skały, Czubata Skała, Czerwona Skałka, Kociubylska Skała, Kornajowska Skała.